# František Ogurčák
František Ogurčák (Spišská Nová Ves, 24 aprile 1984) è un pallavolista slovacco.
Gioca nel ruolo di schiacciatore nella Pallavolo Impavida Ortona.

## Carriera
La carriera di František Ogurčák inizia in patria, nel VSK Púchov. Nella prima delle due stagioni con il club slovacco vince sia il campionato che la coppa nazionale. In questo periodo, dopo diverse apparizioni nelle rappresentative giovanili, viene convocato nella nazionale maggiore.
Nella stagione 2004-05 passa al VK Kladno, squadra militante nel massimo campionato ceco, conquistando il titolo di campione della Repubblica Ceca al primo tentativo.
Successivamente si trasferisce in Belgio, nel Volleyteam Roeselare. Nella prima stagione vince il campionato, mentre nella seconda conquista la supercoppa belga. Con la sua nazionale conquista la medaglia di bronzo nella European League del 2007 e la medaglia d'oro nell'edizione successiva, ottenendo anche il riconoscimento come miglior giocatore slovacco nel 2006 e nel 2007.
Nella stagione 2008-09 arriva in Italia, dove disputa un campionato di Serie A2 con il Bassano Volley, prima di esordire nel massimo campionato italiano l'anno successivo nell'Umbria Volley, società perugina con cui conquista il suo primo trofeo europeo a livello di club, la Challenge Cup. Nel 2009 termina la sua esperienza in nazionale, che si chiude con 94 presenze.
Nella stagione 2011-12 torna nella seconda divisione nazionale, con la neonata Pallavolo Genova, prima di essere tesserato dal Volley Treviso per la Serie A1 2011-12, l'ultima per la storica società della famiglia Benetton. Arriva poi alla Pallavolo Piacenza, con cui perde una finale scudetto ma ottiene la sua seconda Challenge Cup.
Dalla stagione 2013-14 gioca a Vibo Valentia, nella Callipo Sport, mentre in quella successiva passa al Piłka Siatkowa AZS UWM di Olsztyn, nella PlusLiga polacca. Nel campionato 2015-16 approda invece all'Olympiakos Syndesmos Filathlon Peiraios, nella Volley League greca.
Dopo un'annata in cui resta fermo per infortunio, rientra sui campi di gioco per la stagione 2017-18 vestendo la maglia del VKP Nitra nella massima divisione slovacca: tuttavia nel mese di novembre si accasa alla Pallavolo Impavida Ortona, nella Serie A2 italiana, per concludere l'annata.

## Palmarès

### Club
- Campionato slovacco: 1

2002-03
- Campionato ceco: 1

2004-05
- Campionato belga: 1

2006-07
- Coppa di Slovacchia: 1

2002-03
- Supercoppa belga: 1

2007
- Challenge Cup: 2

2009-10, 2012-13

### Nazionale (competizioni minori)
- European League 2007
- European League 2008

### Premi individuali
- 2006 - Miglior giocatore slovacco
- 2007 - Miglior giocatore slovacco